# Jubileum Volume I
Jubileum Volume I es un álbum recopilatorio de la banda sueca Bathory. Es el primer álbum de la trilogía Jubileum.

## Lista de canciones
1. "Rider At The Gate Of Dawn" – 1:19
2. "Crawl To Your Cross" – 4:38
3. "Sacrifice" – 4:14 (del álbum Scandinavian Metal Attack)*
4. "Dies Irae" – 5:13 (del álbum Blood Fire Death)
5. "Through Blood By Thunder" – 6:03 (del álbum Twilight Of The Gods)
6. "You Don't Move Me (I Don't Give A Fuck)" – 3:30
7. "Odens Ride Over Nordland" – 3:00 (del álbum Blood Fire Death)
8. "A Fine Day To Die" – 8:53 (del álbum Blood Fire Death)
9. "War" – 2:15 (del álbum Bathory)
10. "Enter The Eternal Fire" – 6:56 (del álbum Under the Sign of the Black Mark)
11. "Song To Hall Up High" – 2:43 (del álbum Hammerheart)
12. "Sadist" – 2:58 (del álbum The Return......)
13. "Under The Runes" – 5:57 (del álbum Twilight Of The Gods)
14. "Equimanthorn" – 3:44 (del álbum Under the Sign of the Black Mark)
15. "Blood Fire Death" – 10:28 (del álbum Blood Fire Death)

* También apareció en el álbum Bathory, pero en diferente versión, de 3:16 min de duración.

## Créditos
- Quorthon – Voz, guitarra, bajo, batería, teclado, sintetizador y letras.
- Rickard Bergman – Bajo.
- Stefan Larsson – Batería.
- Andreas Johansson – Bajo.
- Paul Pålle Lundburg - Batería.
- Kothaar - Bajo.
- Vvornth - Batería.

- Datos: Q221404